# Arthur Beetson

a Compétitions nationales et continentales officielles uniquement.

b Matchs officiels uniquement.
Arthur Beetson, né le 22 janvier 1945 à Roma (Australie) et mort le 1er décembre 2011 à Paradise Point (Australie), est un joueur de rugby à XIII devenu entraîneur. Durant sa carrière de joueur, entre 1964 et 1981, il évolue au poste d'avant en tant que pilier, deuxième ligne ou troisième ligne. 
Il est considéré comme l'un des plus grands avants de l'histoire du rugby à XIII et remporte de nombreux titres, tant avec l'équipe d'Australie qu'avec les clubs où il a joué, comme Redcliffe, Balmain ou Eastern Suburbs. Il accumule de nombreux titres individuels, en étant nommé dans l'« équipe du siècle de l'Australie », au temple de la renommée du rugby à XIII australien, aux Immortels et au temple de la renommée du rugby à XIII international.
Sélectionné à 29 reprises en équipe d'Australie, il devient le premier Australien d'origine aborigène à prendre le capitanat d'une sélection sportive nationale en Australie, il compte huit capitanats. Avec cette sélection, il remporte trois titres de Coupes du monde en 1968, 1975 et 1977. Il est également à l'origine de la popularité du State of Origin en revêtant le maillot du Queensland lors du match inaugural en 1980 et son opposition à son coéquipier en club Mick Cronin prouvant une plus grande loyauté à représenter son État que son club. Après sa retraite de joueur, il devient entraîneur, connaît brièvement le poste de sélectionneur de l'Australie mais voit le succès avec le Queensland et ses cinq titres de State of Origin en 1981, 1982, 1983, 1984 et 1989.

## Biographie

### Enfance et vie privée
Arthur Beetson est né à Roma dans le Queensland le 22 janvier 1945. Sa mère est un membre des « Générations volées » désignant les enfants d'Aborigènes australiens et d'Indigènes du détroit de Torrès enlevés de force à leurs parents par le gouvernement australien de 1869 jusqu'à 1969, placés dans des orphelinats, des internats, ou bien confiés à des missions chrétiennes ou à des familles d'accueil blanches. Il est de nature frêle et est surnommé « Bones ». Arthur a été marié deux fois et a quatre fils.

### Des débuts à Redcliffe
Arthur Beeton a développé ses qualités de rugby à XIII durant son adolescence dans sa ville natale de Roma dans le Queensland, il joue alors en tant que centre ou demi d'ouverture en raison de son physique. C'est à son arrivée dans le club de Redcliffe près de Brisbane que l'entraîneur, Henry Holloway, suggère de le déplacer au poste d'avant. Il y devient alors un joueur de tout premier plan et une référence au poste de pilier. Il est nommé « meilleur joueur du club » en 1965, l'année du premier titre de l'histoire du club en Championnat du Queensland.

### Passage à Balmain et premier titre de Coupe du monde
Après deux saisons à Redcliffe, il rejoint Balmain à Sydney aux côtés de Kevin Yow Yeh pour disputer le Championnat de Nouvelle-Galles du Sud et joue sous les ordres d'Harry Bath la première année. Dès sa première saison en 1966, Beetson est sélectionné dans la sélection de Nouvelle-Galles du Sud et dispute au poste de deuxième ligne la finale du Championnat de Nouvelle-Galles du Sud qu'il perd contre St. George 4-23. Il est également sélectionné dès cette première saison à Sydney en équipe d'Australie et y gagne le surnom de « Half-a-game Artie », hérité à la suite du troisième test-match contre la Grande-Bretagne où malgré une blessure à l'épaule il est à l'origine des essais marqués par Johnny King et Ken Irvine scellant la victoire 19-14. En 1968, il est dans l'équipe d'Australie entrainée par Bath et victorieuse de la Coupe du monde de 1968. Il dispute deux matchs de poule contre la Grande-Bretagne et la France remportés respectivement 25-10 et 37-4, puis la finale contre la France remportée 20-2 où il joue un rôle important. Il alterne au cours de cette édition entre le poste de troisième ligne, de deuxième ligne et de pilier. Il réalise également au cours de cette année 1968 une pige de douze matchs à Hull KR en Angleterre pour disputer le Championnat d'Angleterre avant de se fracturer la jambe et disloqué la cheville lors du derby de Hull, il garde de ce passage de nombreuses amitiés au sein de ce club. En 1969, Balmain dispute la finale du Championnat mais Beetson ne dispute pas la finale perdue et en 1970 il n'est pas sélectionné en équipe d'Australie pour disputer la Coupe du monde 1970.

### Relance de sa carrière aux Eastern Suburbs
En 1971, il quitte Balmain et se remet en question, Beetson rejoint les Eastern Suburbs - aujourd'hui connu sous le nom des Roosters de Sydney, autre club de Sydney, et est sous les ordres de Don Furner puis de Jack Gibson, il y reste huit saisons. Il relance sa carrière et prend une part active par sa grande force à sa ténacité et à sa vitesse aux deux titres de Championnat de Nouvelle-Galles du Sud en 1974 et 1975. Il continue de représenter l'Australie lors de la Coupe du monde 1972 disputée en France. Malgré un essai inscrit en finale devant un public désintéressé composé de 4 231 personnes au Stade de Gerland et un match nul après-prolongation 10-10 contre la Grande-Bretagne, l'Australie s'incline en raison du meilleur classement de la Grande-Bretagne en phase de poule où elle avait remporté son opposition contre l'Australie 27-21. Ce retour au premier plan de Beetson le fait passer de « attaquant paresseux » au brillant leader. En 1973, lors de la tournée de l'équipe australienne en Grande-Bretagne et en France, il est désigné vice-capitaine de la sélection où il occupe la position de pilier. Il est capitaine de la sélection lors du second Test-match victorieux contre la France le 16 décembre 1973 devenant le premier aborigène à devenir le capitaine d'une équipe d'Australie, tous sports confondus. Aux Eastern Suburbs, il prend le capitanat en 1974 tout comme en sélection d'Australie, il est nommé « joueur de l'année » par le magazine Rugby League Week. En 1976, il remporte la première édition et succès des Eastern Suburbs au World Club Challenge contre St Helens.

### Fin de carrière à Parramatta et Redcliffe
En 1979, il rejoint un autre club de Sydney, Parramatta qui est mitigé en raison de blessures. En 1980, il devient le premier capitaine de la sélection du Queensland au State of Origin remportée 20-10 contre la Nouvelle-Galles du Sud, l'année où les règles changent pour la sélection du State of Origin. En effet, auparavant les joueurs sélectionnés dépendaient de la situation du club auquel il évoluait, ainsi Beetson a disputé de nombreux matchs sous les couleurs de Nouvelle-Galles du Sud, alors qu'à partir de 1980 les joueurs étaient sélectionnés sur la base de la situation géographique de leur club d'origine. Ainsi Beetson est opposé à Mick Cronin, son coéquipier en club de Parramatta, et leur opposition marque le début d'un antagonisme entre les deux États, prouvant une plus grande loyauté à représenter son État que son club,. Il revient dans le Queensland pour une ultime saison à Redcliffe où il dispute seize ans après la première la finale du Championnat du Queensland, toutefois Redcliffe s'incline dans la dernière minute contre Souths Logan.

### Reconversion au poste d'entraîneur

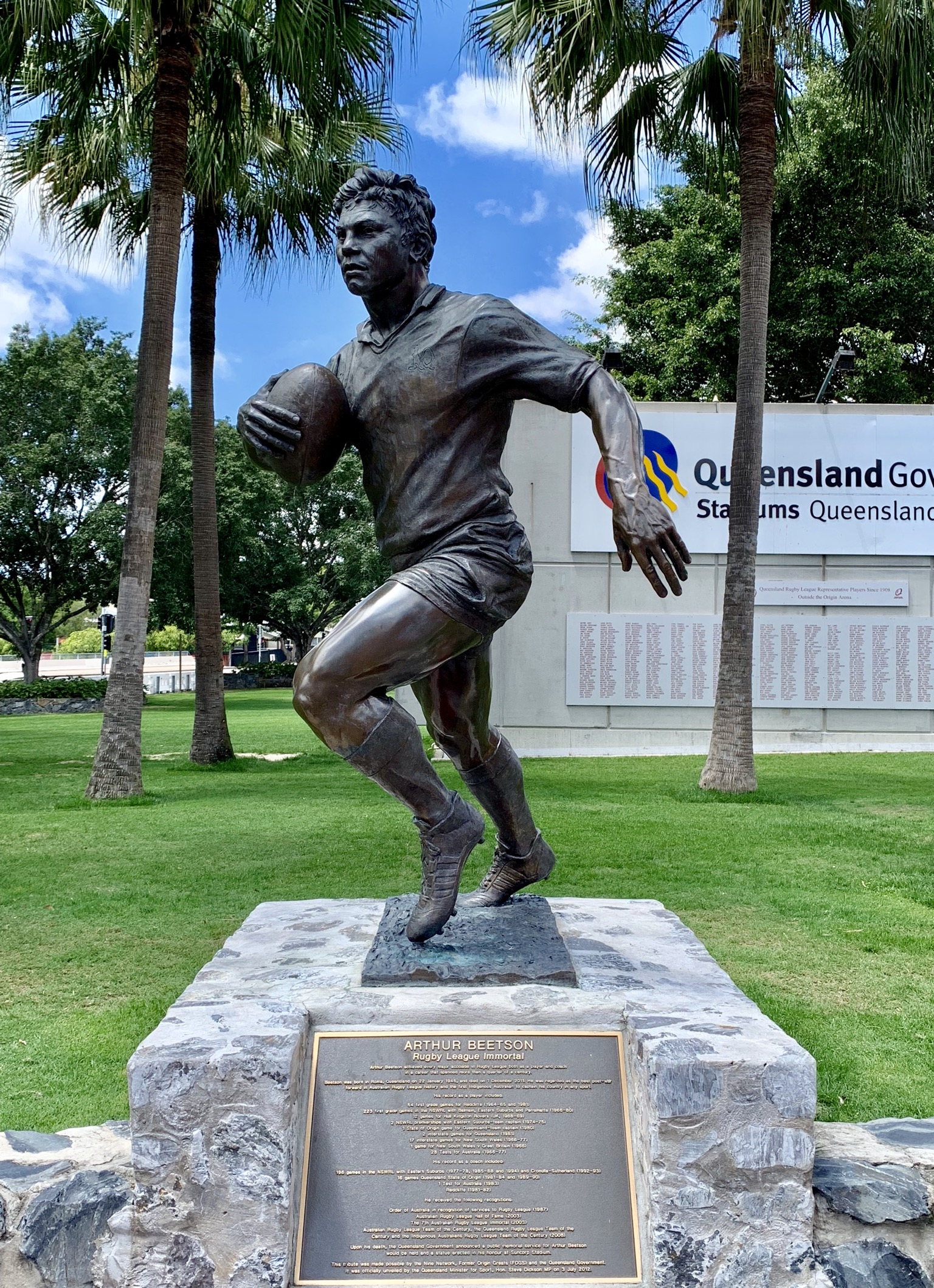
Statue d'Arthur Beetson au Suncorp Stadium.

La carrière d'entraîneur d'Arthur Beetson débute alors qu'il jouait encore pour les Eastern Suburbs  en 1977. Il est également entraîneur-joueur lors de la saison 1981 à Redcliffe l'amenant à être désigné sélectionneur du Queensland la même année. Il remporte le State of Origin à trois reprises consécutivement en 1982, 1983 et 1984 participant à asseoir le succès de cet évènement,. Il est le temps de deux rencontres contre la Nouvelle-Zélande sélectionneur de l'équipe d'Australie en 1983 avant de revenir aux Eastern Suburbs entre 1985 et 1988. Il décroche en 1987 une reconnaissance à l'Ordre d'Australie pour son service au sport du rugby à XIII. Il quitte la sélection du Queensland en 1990 après son deuxième passage à la tête de cette sélection couronné d'un succès en 1989 pour se consacrer à son rôle de consultant télévisuel sur la chaîne ABC aux côtés de Warren Boland. Il tente un retour au poste d'entraîneur en reprenant le club de Cronulla-Sutherland en 1992 et 1993 mais ce passage est mitigé et assure l'intérim au poste d'entraîneur des Eastern Suburbs  en 1994 à la suite du limogeage de Mark Murray. Il passe également de nombreuses années à être un recruteur pour le compte du Queensland et des Eastern Suburbs.

### Hommages et reconnaissance du monde du rugby à XIII
De nombreuses trophées pour ses qualités sportives lui sont attribués après sa carrière. Il reçoit en 2000 la médaille australienne des Sports puis en 2001 la médaille du Centenaire. En 2003, il est introduit au temple de la renommée du rugby à XIII australien et est nommé en tant qu'Immortels en 2003, le septième de l'histoire rejoignant Clive Churchill, Bob Fulton, Reg Gasnier, Johnny Raper, Graeme Langlands et Wally Lewis. Il publie en 2004 son autobiographie « Big Artie: The Autobiography ». EN 2008, il est nommé dans la liste des 100 meilleurs joueurs du rugby à XIII australien par une commission de 130 experts ainsi que dans l'équipe du siècle au poste de pilier. Beetson décide de ne pas se rendre à la cérémonie de représentation de cette dernière en stipulant son désaccord de la politique de la direction prise par le rugby à XIII. Il décède en 2011. Il reçoit en 2009 rétroactivement le titre de meilleur joueur de la finale du Championnat de Nouvelle-Galles du Sud de 1974. En 2010, un programme télévisuel est baptisé en l'honneur de Beetson concernant l'éducation des autochtones, le programme se nomme « The ARTIE (Achieving Results Through Indigenous Education) Academy » (Artie est le surnom d'Arthur Beetson), il vise à encourager les personnes aborigènes à poursuivre et réussir leurs études.
Il décède d'une crise cardiaque en faisant du vélo à son domicile le 1er décembre 2011 à l'âge de 66 ans.

## Palmarès

### En tant que joueur
- Collectif : 
  - Vainqueur de la Coupe du monde : 1968, 1975 et 1977 (Australie)
  - Vainqueur du World Club Challenge : 1976 (Eastern Suburbs).
  - Vainqueur du State of Origin : 1980 (Queensland).
  - Vainqueur du Championnat de Nouvelle-Galles du Sud : 1969[4] (Balmain), 1974 et 1975 (Eastern Suburbs).
  - Vainqueur du Championnat du Queensland : 1965 (Redcliffe)
  - Finaliste de la Coupe du monde : 1972 (Australie).
  - Finaliste du Championnat de Nouvelle-Galles du Sud : 1966 (Balmain) et 1972 (Eastern Suburbs).
  - Finaliste du Championnat du Queensland : 1981 (Redcliffe)

- Individuel : 
  - Élu meilleur joueur de la finale de la National Rugby League : 1974 (Eastern Suburbs).
  - Nommé dans l'équipe type de l'Australie du siècle - 1908-2007.
  - Nommé dans l'équipe type du Queensland du siècle - 1908-2007.
  - Nommé dans l'équipe type des Australien aborigènes du siècle - 1908-2007.
  - Nommé dans l'équipe type des Toowoomba et South-Ouest du Queensland du siècle - 1908-2007.
  - Nommé dans l'équipe type de Balmain du siècle - 1908-2007.
  - Nommé au Temple de la renommée du rugby à XIII international.
  - Nommé au Temple de la renommée du rugby à XIII australien.
  - Nommé aux Immortels.
  - Nommé à l'Ordre d'Australie.
  - Nommé à la Médaille du Centenaire.
  - Nommé à la Médaille australienne des Sports.

### En tant qu'entraîneur
- Collectif : 
  - Vainqueur du State of Origin : 1981, 1982, 1983, 1984 et 1989 (Queensland).

### En sélection

#### Coupe du monde
| Édition            | Rang      | Résultats pays | Résultats Beetson | Matchs Beetson |
| ------------------ | --------- | -------------- | ----------------- | -------------- |
| Australie 1968     | Champion  | 3 v, 0 n, 0 d  | 4 v, 0 n, 0 d     | 3/4            |
| France 1972        | Finaliste | 1 v, 1 n, 1 d  | 2 v, 1 n, 1 d     | 3/4            |
| International 1975 | Champion  | 3 v, 1 n, 1 d  | 7 v, 1 n, 1 d     | 5/9            |
| Australie 1977     | Champion  | 3 v, 0 n, 0 d  | 4 v, 0 n, 0 d     | 3/4            |

Légende : v = victoire ; n = match nul ; d = défaite.

#### Détails en sélection
| Matchs internationaux d'Arthur Beetson | Matchs internationaux d'Arthur Beetson | Matchs internationaux d'Arthur Beetson | Matchs internationaux d'Arthur Beetson | Matchs internationaux d'Arthur Beetson | Matchs internationaux d'Arthur Beetson | Matchs internationaux d'Arthur Beetson | Matchs internationaux d'Arthur Beetson | Matchs internationaux d'Arthur Beetson | Matchs internationaux d'Arthur Beetson | Matchs internationaux d'Arthur Beetson | Matchs internationaux d'Arthur Beetson |
|                                        | Date                                   | Adversaire                             | Résultat                               | Compétition                            | Poste                                  | Points                                 | Essais                                 | Pen.                                   | Drops                                  |                                        |                                        |
| -------------------------------------- | -------------------------------------- | -------------------------------------- | -------------------------------------- | -------------------------------------- | -------------------------------------- | -------------------------------------- | -------------------------------------- | -------------------------------------- | -------------------------------------- | -------------------------------------- | -------------------------------------- |
| sous les couleurs de l'Australie       |                                        |                                        |                                        |                                        |                                        |                                        |                                        |                                        |                                        |                                        |                                        |
| 1.                                     | 23 juillet 1966                        | Grande-Bretagne                        | 19-14                                  | The Ashes                              | Deuxième ligne                         | 0                                      | 0                                      | -                                      | -                                      |                                        |                                        |
| 2.                                     | 25 mai 1968                            | Grande-Bretagne                        | 25-10                                  | Coupe du monde                         | Troisième ligne                        | 0                                      | 0                                      | -                                      | -                                      |                                        |                                        |
| 3.                                     | 8 juin 1968                            | France                                 | 37-4                                   | Coupe du monde                         | Deuxième ligne                         | 0                                      | 0                                      | -                                      | -                                      |                                        |                                        |
| 4.                                     | 10 juin 1968                           | France                                 | 20-2                                   | Coupe du monde                         | Pilier                                 | 0                                      | 0                                      | -                                      | -                                      |                                        |                                        |
| 5.                                     | 6 juin 1970                            | Grande-Bretagne                        | 13-5                                   | The Ashes                              | Deuxième ligne                         | 0                                      | 0                                      | -                                      | -                                      |                                        |                                        |
| 6.                                     | 20 juin 1970                           | Grande-Bretagne                        | 7-28                                   | The Ashes                              | Deuxième ligne                         | 0                                      | 0                                      | -                                      | -                                      |                                        |                                        |
| 7.                                     | 4 juillet 1970                         | Grande-Bretagne                        | 17-21                                  | The Ashes                              | Pilier                                 | 0                                      | 0                                      | -                                      | -                                      |                                        |                                        |
| 8.                                     | 8 juillet 1972                         | Nouvelle-Zélande                       | 36-11                                  | Amical                                 | Pilier                                 | 0                                      | 0                                      | -                                      | -                                      |                                        |                                        |
| 9.                                     | 15 juillet 1972                        | Nouvelle-Zélande                       | 31-7                                   | Amical                                 | Pilier                                 | 0                                      | 0                                      | -                                      | -                                      |                                        |                                        |
| 10.                                    | 29 octobre 1972                        | Grande-Bretagne                        | 21-27                                  | Coupe du monde                         | Pilier                                 | 0                                      | 0                                      | -                                      | -                                      |                                        |                                        |
| 11.                                    | 5 novembre 1972                        | France                                 | 31-9                                   | Coupe du monde                         | Deuxième ligne                         | 0                                      | 0                                      | -                                      | -                                      |                                        |                                        |
| 12.                                    | 11 novembre 1972                       | Grande-Bretagne                        | 10-10                                  | Coupe du monde                         | Deuxième ligne                         | 3                                      | 1                                      | -                                      | -                                      |                                        |                                        |
| 13.                                    | 3 novembre 1973                        | Grande-Bretagne                        | 12-21                                  | The Ashes                              | Pilier                                 | 0                                      | 0                                      | -                                      | -                                      |                                        |                                        |
| 14.                                    | 24 novembre 1973                       | Grande-Bretagne                        | 14-6                                   | The Ashes                              | Pilier                                 | 0                                      | 0                                      | -                                      | -                                      |                                        |                                        |
| 15.                                    | 1er décembre 1973                      | Grande-Bretagne                        | 15-5                                   | The Ashes                              | Pilier                                 | 0                                      | 0                                      | -                                      | -                                      |                                        |                                        |
| 16.                                    | 9 décembre 1973                        | France                                 | 21-9                                   | Amical                                 | Pilier                                 | 0                                      | 0                                      | -                                      | -                                      |                                        |                                        |
| 17.                                    | 16 décembre 1973                       | France                                 | 14-3                                   | Amical                                 | Pilier (c)                             | 0                                      | 0                                      | -                                      | -                                      |                                        |                                        |
| 18.                                    | 15 juin 1974                           | Grande-Bretagne                        | 12-6                                   | The Ashes                              | Pilier                                 | 0                                      | 0                                      | -                                      | -                                      |                                        |                                        |
| 19.                                    | 6 juillet 1974                         | Grande-Bretagne                        | 11-16                                  | The Ashes                              | Pilier (c)                             | 0                                      | 0                                      | -                                      | -                                      |                                        |                                        |
| 20.                                    | 20 juillet 1974                        | Grande-Bretagne                        | 22-18                                  | The Ashes                              | Pilier                                 | 0                                      | 0                                      | -                                      | -                                      |                                        |                                        |
| 21.                                    | 21 juin 1975                           | France                                 | 26-6                                   | Coupe du monde                         | Pilier                                 | 0                                      | 0                                      | -                                      | -                                      |                                        |                                        |
| 22.                                    | 28 juin 1975                           | Angleterre                             | 10-10                                  | Coupe du monde                         | Pilier                                 | 0                                      | 0                                      | -                                      | -                                      |                                        |                                        |
| 23.                                    | 19 octobre 1975                        | Pays de Galles                         | 18-6                                   | Coupe du monde                         | Pilier (c)                             | 0                                      | 0                                      | -                                      | -                                      |                                        |                                        |
| 24.                                    | 26 octobre 1975                        | France                                 | 41-2                                   | Coupe du monde                         | Pilier (c)                             | 0                                      | 0                                      | -                                      | -                                      |                                        |                                        |
| 25.                                    | 1er novembre 1975                      | Angleterre                             | 13-16                                  | Coupe du monde                         | Pilier (c)                             | 0                                      | 0                                      | -                                      | -                                      |                                        |                                        |
| 26.                                    | 12 novembre 1975                       | Angleterre                             | 25-0                                   | Amical                                 | Pilier (c)                             | 0                                      | 0                                      | -                                      | -                                      |                                        |                                        |
| 27.                                    | 11 juin 1977                           | France                                 | 21-9                                   | Coupe du monde                         | Deuxième ligne (c)                     | 0                                      | 0                                      | -                                      | -                                      |                                        |                                        |
| 28.                                    | 18 juin 1977                           | Grande-Bretagne                        | 19-5                                   | Coupe du monde                         | Deuxième ligne (c)                     | 0                                      | 0                                      | -                                      | -                                      |                                        |                                        |
| 29.                                    | 25 juin 1977                           | Grande-Bretagne                        | 13-12                                  | Coupe du monde                         | Deuxième ligne (c)                     | 0                                      | 0                                      | -                                      | -                                      |                                        |                                        |

### En club

#### Statistiques
| Saison | Club               | Compétition                       | Matchs | Points | Essais | Goals | Drops |
| ------ | ------------------ | --------------------------------- | ------ | ------ | ------ | ----- | ----- |
| 1964   | Redcliffe Dolphins | Championnat du Queensland         | ?      | ?      | ?      | 0     | 0     |
| 1965   | Redcliffe Dolphins | Championnat du Queensland         | ?      | ?      | ?      | 0     | 0     |
| 1966   | Balmain Tigers     | Championnat de Nlle-Galles du Sud | ?      | 3      | 1      | 0     | 0     |
| 1967   | Balmain Tigers     | Championnat de Nlle-Galles du Sud | ?      | 5      | 1      | 0     | 1     |
| 1968   | Balmain Tigers     | Championnat de Nlle-Galles du Sud | ?      | 9      | 3      | 0     | 0     |
| 1968   | Hull KR            | Championnat d'Angleterre          | 12     | 3      | 1      | 0     | 0     |
| 1969   | Balmain Tigers     | Championnat de Nlle-Galles du Sud | ?      | 3      | 1      | 0     | 0     |
| 1970   | Eastern Suburbs    | Championnat de Nlle-Galles du Sud | 0      | 0      | 0      | 0     | 0     |
| 1971   | Eastern Suburbs    | Championnat de Nlle-Galles du Sud | ?      | 6      | 2      | 0     | 0     |
| 1972   | Eastern Suburbs    | Championnat de Nlle-Galles du Sud | ?      | 3      | 1      | 0     | 0     |
| 1973   | Eastern Suburbs    | Championnat de Nlle-Galles du Sud | ?      | 3      | 1      | 0     | 0     |
| 1974   | Eastern Suburbs    | Championnat de Nlle-Galles du Sud | ?      | 12     | 4      | 0     | 0     |
| 1975   | Eastern Suburbs    | Championnat de Nlle-Galles du Sud | ?      | 9      | 3      | 0     | 0     |
| 1976   | Eastern Suburbs    | Championnat de Nlle-Galles du Sud | ?      | 15     | 5      | 0     | 0     |
| 1976   | Eastern Suburbs    | World Club Challenge              | 1      | 0      | 0      | 0     | 0     |
| 1977   | Eastern Suburbs    | Championnat de Nlle-Galles du Sud | 18     | 3      | 1      | 0     | 0     |
| 1978   | Eastern Suburbs    | Championnat de Nlle-Galles du Sud | ?      | 0      | 0      | 0     | 0     |
| 1979   | Parramatta Eels    | Championnat de Nlle-Galles du Sud | 6      | 0      | 0      | 0     | 0     |
| 1980   | Parramatta Eels    | Championnat de Nlle-Galles du Sud | 11     | 3      | 1      | 0     | 0     |
| 1981   | Redcliffe Dolphins | Championnat du Queensland         | ?      | ?      | ?      | 0     | 0     |

### Statistiques d'entraîneur

#### En sélection
| Les sélections en tant qu'entraîneur d'Arthur Beetson | Les sélections en tant qu'entraîneur d'Arthur Beetson | Les sélections en tant qu'entraîneur d'Arthur Beetson | Les sélections en tant qu'entraîneur d'Arthur Beetson | Les sélections en tant qu'entraîneur d'Arthur Beetson | Les sélections en tant qu'entraîneur d'Arthur Beetson | Les sélections en tant qu'entraîneur d'Arthur Beetson | Les sélections en tant qu'entraîneur d'Arthur Beetson | Les sélections en tant qu'entraîneur d'Arthur Beetson | Les sélections en tant qu'entraîneur d'Arthur Beetson | Les sélections en tant qu'entraîneur d'Arthur Beetson | Les sélections en tant qu'entraîneur d'Arthur Beetson |
|                                                       | Date                                                  | Adversaire                                            | Résultat                                              | Compétition                                           | Commentaire                                           |                                                       |                                                       |                                                       |                                                       |                                                       |                                                       |
| ----------------------------------------------------- | ----------------------------------------------------- | ----------------------------------------------------- | ----------------------------------------------------- | ----------------------------------------------------- | ----------------------------------------------------- | ----------------------------------------------------- | ----------------------------------------------------- | ----------------------------------------------------- | ----------------------------------------------------- | ----------------------------------------------------- | ----------------------------------------------------- |
| Avec la sélection du Queensland                       |                                                       |                                                       |                                                       |                                                       |                                                       |                                                       |                                                       |                                                       |                                                       |                                                       |                                                       |
| 1.                                                    | 28 juillet 1981                                       | Nouvelle-Galles du Sud                                | 22-15                                                 | State of Origin 1981                                  | Vainqueur                                             |                                                       |                                                       |                                                       |                                                       |                                                       |                                                       |
| 2.                                                    | 1er juin 1982                                         | Nouvelle-Galles du Sud                                | 16-20                                                 | State of Origin 1982                                  | Match 1                                               |                                                       |                                                       |                                                       |                                                       |                                                       |                                                       |
| 3.                                                    | 8 juin 1982                                           | Nouvelle-Galles du Sud                                | 11-7                                                  | State of Origin 1982                                  | Match 2                                               |                                                       |                                                       |                                                       |                                                       |                                                       |                                                       |
| 4.                                                    | 22 juin 1982                                          | Nouvelle-Galles du Sud                                | 10-5                                                  | State of Origin 1982                                  | Match 3 - Vainqueur de la série                       |                                                       |                                                       |                                                       |                                                       |                                                       |                                                       |
| 5.                                                    | 7 juin 1983                                           | Nouvelle-Galles du Sud                                | 24-12                                                 | State of Origin 1983                                  | Match 1                                               |                                                       |                                                       |                                                       |                                                       |                                                       |                                                       |
| 6.                                                    | 21 juin 1983                                          | Nouvelle-Galles du Sud                                | 6-10                                                  | State of Origin 1983                                  | Match 2                                               |                                                       |                                                       |                                                       |                                                       |                                                       |                                                       |
| 7.                                                    | 28 juin 1983                                          | Nouvelle-Galles du Sud                                | 43-22                                                 | State of Origin 1983                                  | Match 3 - Vainqueur de la série                       |                                                       |                                                       |                                                       |                                                       |                                                       |                                                       |
| 8.                                                    | 29 mai 1984                                           | Nouvelle-Galles du Sud                                | 29-12                                                 | State of Origin 1984                                  | Match 1                                               |                                                       |                                                       |                                                       |                                                       |                                                       |                                                       |
| 9.                                                    | 19 juin 1984                                          | Nouvelle-Galles du Sud                                | 14-2                                                  | State of Origin 1984                                  | Match 2                                               |                                                       |                                                       |                                                       |                                                       |                                                       |                                                       |
| 10.                                                   | 17 juillet 1984                                       | Nouvelle-Galles du Sud                                | 12-22                                                 | State of Origin 1984                                  | Match 3 - Vainqueur de la série                       |                                                       |                                                       |                                                       |                                                       |                                                       |                                                       |
| 11.                                                   | 23 mai 1989                                           | Nouvelle-Galles du Sud                                | 36-6                                                  | State of Origin 1989                                  | Match 1                                               |                                                       |                                                       |                                                       |                                                       |                                                       |                                                       |
| 12.                                                   | 14 juin 1989                                          | Nouvelle-Galles du Sud                                | 16-12                                                 | State of Origin 1989                                  | Match 2                                               |                                                       |                                                       |                                                       |                                                       |                                                       |                                                       |
| 13.                                                   | 28 juillet 1989                                       | Nouvelle-Galles du Sud                                | 36-16                                                 | State of Origin 1989                                  | Match 3 - Vainqueur de la série                       |                                                       |                                                       |                                                       |                                                       |                                                       |                                                       |
| 14.                                                   | 9 mai 1990                                            | Nouvelle-Galles du Sud                                | 0-8                                                   | State of Origin 1989                                  | Match 1                                               |                                                       |                                                       |                                                       |                                                       |                                                       |                                                       |
| 15.                                                   | 30 mai 1990                                           | Nouvelle-Galles du Sud                                | 6-12                                                  | State of Origin 1989                                  | Match 2                                               |                                                       |                                                       |                                                       |                                                       |                                                       |                                                       |
| 16.                                                   | 13 juin 1990                                          | Nouvelle-Galles du Sud                                | 14-10                                                 | State of Origin 1989                                  | Match 3 - Perdant de la série                         |                                                       |                                                       |                                                       |                                                       |                                                       |                                                       |
| Avec la sélection de l'Australie                      |                                                       |                                                       |                                                       |                                                       |                                                       |                                                       |                                                       |                                                       |                                                       |                                                       |                                                       |
| 1.                                                    | 12 juin 1983                                          | Nouvelle-Zélande                                      | 16-4                                                  | Amical                                                |                                                       |                                                       |                                                       |                                                       |                                                       |                                                       |                                                       |
| 2.                                                    | 9 juillet 1983                                        | Nouvelle-Zélande                                      | 12-19                                                 | Amical                                                |                                                       |                                                       |                                                       |                                                       |                                                       |                                                       |                                                       |

#### En club
| Saison | Club                       | Championnat                       | Championnat | Championnat | Championnat | Championnat | Phase finale | Phase finale | Phase finale | Phase finale | % Victoires |
| Saison | Club                       | Division                          | Matchs      | V           | N           | D           | Matchs       | V            | N            | D            | % Victoires |
| ------ | -------------------------- | --------------------------------- | ----------- | ----------- | ----------- | ----------- | ------------ | ------------ | ------------ | ------------ | ----------- |
| 1977   | Eastern Suburbs            | Championnat de Nlle-Galles du Sud | 22          | 15          | 1           | 5           | 3            | 1            | 0            | 2            | 64,00 %     |
| 1978   | Eastern Suburbs            | Championnat de Nlle-Galles du Sud | 22          | 13          | 0           | 9           | 0            | 0            | 0            | 0            | 59,09 %     |
| 1985   | Eastern Suburbs            | Championnat de Nlle-Galles du Sud | 24          | 10          | 3           | 11          | 0            | 0            | 0            | 0            | 41,67 %     |
| 1986   | Eastern Suburbs            | Championnat de Nlle-Galles du Sud | 24          | 10          | 0           | 14          | 0            | 0            | 0            | 0            | 41,67 %     |
| 1987   | Eastern Suburbs            | Championnat de Nlle-Galles du Sud | 24          | 15          | 1           | 8           | 3            | 1            | 0            | 2            | 59,26 %     |
| 1988   | Eastern Suburbs            | Championnat de Nlle-Galles du Sud | 22          | 6           | 3           | 13          | 0            | 0            | 0            | 0            | 27,27 %     |
| 1992   | Cronulla-Sutherland Sharks | Championnat de Nlle-Galles du Sud | 22          | 8           | 0           | 14          | 0            | 0            | 0            | 0            | 36,36 %     |
| 1993   | Cronulla-Sutherland Sharks | Championnat de Nlle-Galles du Sud | 22          | 9           | 0           | 13          | 0            | 0            | 0            | 0            | 40,91 %     |
| 1994   | Eastern Suburbs            | Championnat de Nlle-Galles du Sud | 8           | 3           | 0           | 5           | 0            | 0            | 0            | 0            | 37,50 %     |